# Moartea unui artist (film)
Moartea unui artist este un film românesc din 1991 regizat de Horea Popescu. Rolurile principale au fost interpretate de actorii Victor Rebengiuc, Coca Andronescu, Adrian Pintea, Irina Movila.
Este o adaptare după piesa cu același titlu de Horia Lovinescu.

## Distribuție
Distribuția filmului este alcătuită din:
- Dorin Varga — Medicul
- George Oancea — Profesorul
- Adrian Păduraru — Toma
- Gheorghe Cozorici — Gheorghe
- Mariana Mihuț — Aglae
- Mihaela Mitrache — Claudia
- Alfred Demetriu — Bărbatul elegant
- Victor Rebengiuc — Manole Crudu
- Cristina Deleanu — Soția profesorului
- Adrian Pintea — Vlad
- Coca Andronescu — Domnica
- Irina Movilă — Cristina

## Primire
Filmul a fost vizionat de 12.716 spectatori de spectatori în cinematografele din România, după cum atestă o situație a numărului de spectatori înregistrat de filmele românești de la data premierei și până la data de 31 decembrie 2014 alcătuită de Centrul Național al Cinematografiei.